# Soulèvement de Balassagyarmat
Le soulèvement de Balassagyarmat (hongrois : balassagyarmati felkelés), également appelé expulsion des Tchèques (hongrois : csehkiverés), est un épisode de confrontation armée qui a eu lieu le 29 janvier 1919 dans la ville de Balassagyarmat, en Hongrie. Il a opposé les troupes tchécoslovaques ayant occupé la ville aux habitants insurgés, soutenus par des unités militaires hongroises.

## Contexte
À la suite de la Première Guerre mondiale, une unité de la Légion tchèque, engagée dans l'occupation du nord de la Hongrie (appelée Haute-Hongrie avant le traité de Trianon), franchit la rivière Ipoly le 15 janvier 1919 et prend le contrôle de Balassagyarmat. Cette occupation permet aux Tchécoslovaques de dominer deux axes ferroviaires stratégiques : Ipolyság–Balassagyarmat et Balassagyarmat–Losonc. Ils occupent la gare, la poste et la caserne, remplacent les inscriptions en hongrois par des enseignes en tchèque, et nomment de nouveaux responsables administratifs, dont Lajos Bazovszky au poste de joupan à la place de l'ispán István Rákóczi.
Ces mesures suscitent la colère de la population hongroise locale, qui entame l'organisation d'une résistance. Deux officiers, les capitaines Rudolf Bajatz et Zsigmond Vizy, sont appelés pour diriger la préparation de l'insurrection armée.

## Déroulement
L'assaut contre les positions tchécoslovaques débute à l'aube du 29 janvier 1919. Les insurgés, composés d'habitants de la ville et de soldats hongrois, s'attaquent d'abord au pont sur l'Ipoly et à la gare. Les combats les plus intenses ont lieu autour de la caserne. Plusieurs personnes trouvent la mort, dont le commandant tchèque Augustin Lauka. Bien que les insurgés soient contraints à un moment de se replier, ils parviennent finalement à reprendre la caserne avec le soutien d'unités de mitrailleurs venues d'Igló (aujourd'hui Spišská Nová Ves, en Slovaquie). Dans l'après-midi, toute la ville est libérée de l'occupation.
La nouvelle de la libération de Balassagyarmat encourage d'autres actions contre les unités tchécoslovaques dans plusieurs localités du comitat de Nógrád.

## Commémoration
Dès 1920, le conseil municipal de Balassagyarmat adopte une résolution pour commémorer cet événement. En 1922, une plaque commémorative est inaugurée en l'honneur des insurgés, en présence du régent Miklós Horthy.
Pendant la période socialiste, de la fin des années 1940 jusqu'à la chute du régime communiste, toute célébration publique de ce soulèvement est interdite. Ce n'est qu'en 1998 que le 29 janvier est de nouveau institué comme journée officielle de la ville. À cette occasion, Balassagyarmat se voit attribuer le titre honorifique de Civitas Fortissima (« la ville la plus courageuse »). En 2005, ce titre est officiellement reconnu par une loi commémorative votée par la Diète hongroise, à l'initiative du député Árpád Urbán,.
Le musée Civitas Fortissima, consacré au soulèvement de 1919, a été fondé à l'initiative de Gábor Matúz, avec le soutien de plusieurs citoyens de Balassagyarmat qui ont contribué à la réalisation du projet. L'établissement a été inauguré officiellement le 28 janvier 2011, à la veille du 92e anniversaire du soulèvement, par Tibor Navracsics, alors vice-ministre-président et ministre de l'administration publique et de la justice. La première exposition permanente a été installée dans une aile spécialement rénovée du cinéma Madách.
En 2015, à la suite d'un accord multipartite, le musée a été transféré dans la villa Huszár, située à l'angle des rues Ady Endre et Széchenyi. Ce bâtiment doit son nom à l'un de ses anciens habitants, Aladár Huszár, qui avait exercé les fonctions de commandant civil de la ville durant le soulèvement.

### Ouvrages
- Zsuzsanna Barthó et Árpád Tyekvicska, Civitas Fortissima : A balassagyarmati „csehkiverés” korának forrásai és irodalma, Balassagyarmat, Nógrád Megyei Levéltár, coll. « Nagy Iván Könyvek », 2000 (ISBN 963-7243-28-3, lire en ligne), chap. 10
- Zsuzsanna Ács et Ágnes Vas, Balassagyarmat régi képeslapokon, Balassagyarmat, Pauker Holding, 2015 (ISBN 978-963-12-3162-5)
- Sándor Hausel, Balassagyarmat a viharban: 1918–1919, Balassagyarmat, Palóc Társaság, 2014

### Articles
- Árpád Tyekvicska, « Civitas Fortissima. A legbátrabb város : A csehek kiverése Balassagyarmatról », Rubicon, vol. 2008, no 4,‎ 2008 (ISSN 0865-6347)
- « Fegyveres civil ellenállás a XX. században », Nagy Magyarország, vol. 1, no 2,‎ août 2009 (ISSN 2060-985X)

### Ressources en ligne
- Árpád Tyekvicska, « Civitas Fortissima : A balassagyarmati „csehkiverés” története » [PDF], sur balassagyarmat.hu, Gyarmati Média Kht. (consulté le 17 février 2019)
- Tamás Elter, « Csehkiverés: száz éve rázta le Balassagyarmat a megszállás igáját » [archive du 9 février 2019], sur origo.hu, Mediaworks Hungary Zrt., 29 janvier 2019 (consulté le 17 février 2019)
- Tamás Pataki, « Magyar hősiesség: száz éve már, hogy kiverték a cseheket Balassagyarmatról », sur nool.hu, Mediaworks Hungary Zrt., 29 janvier 2019 (consulté le 8 février 2019)
- « Egy évszázada – Balassagyarmati január », sur Magyar Nemzeti Levéltár, 30 janvier 2019 (consulté le 8 février 2019)